# لويس بيدرو دا سيلفا فيريرا
لويس بيدرو دا سيلفا فيريرا (بالهولندية: Luis Pedro da Silva Ferreira)‏ هو لاعب كرة قدم هولندي، ولد في 6 يناير 1992 في Malange ‏ في فرنسا. لعب مع نادي إيمن ونادي غرونينغن ونادي فيندام وناك بريدا.

## وصلات خارجية
- لويس بيدرو دا سيلفا فيريرا على موقع قاعدة بيانات كرة القدم.إي يو (الإنجليزية)
- لويس بيدرو دا سيلفا فيريرا على موقع Soccerway.com (الإنجليزية)
- لويس بيدرو دا سيلفا فيريرا على موقع عالم كرة القدم.نت (الإنجليزية)